# 長野県道432号柏原穂高線
長野県道432号柏原穂高線（ながのけんどう432ごう かしわばらほたかせん）は、長野県安曇野市を通る一般県道である。

## 概要

### 路線データ
- 起点：安曇野市穂高柏原字塚原（烏川橋交差点、長野県道25号塩尻鍋割穂高線・長野県道309号塚原穂高停車場線交点）
- 終点：安曇野市穂高（長野県道308号小岩岳穂高停車場線・長野県道309号塚原穂高停車場線・長野県道317号穂高停車場線交点）

## 交差する道路
- 長野県道25号塩尻鍋割穂高線・長野県道309号塚原穂高停車場線（起点）
- 安曇広域農道
- 長野県道308号小岩岳穂高停車場線・長野県道309号塚原穂高停車場線・長野県道317号穂高停車場線（終点）

## 周辺
- 大糸線穂高駅
- 安曇野市立穂高南小学校